# Mixomelia lepidodonta
Mixomelia lepidodonta är en fjärilsart som beskrevs av George Francis Hampson. Mixomelia lepidodonta ingår i släktet Mixomelia och familjen nattflyn. Inga underarter finns listade i Catalogue of Life.